# Bosom Friends
Bosom Friends er en kort amerikansk dokumentarfilm fra 1934, produceret af E. W. Hammons.
Filem havde James F. Clemenger som fortæller.
Filmen var nomineret til en Oscar for bedste kortfilm (nyhed) i 1935.
Filmen blev bevaret af Academy Film Archive i forbindelse med UCLA Film and Television Archive i 2013.